# 펫 숍 보이스
펫 숍 보이스(Pet Shop Boys)는 닐 테넌트(Neil Tennant)와 크리스 로(Christ Lowe)가 1981년에 결성한 잉글랜드의 일렉트로닉, 신스팝 듀오이다. 펫 숍 보이스는 전세계적으로 1억만장 이상의 음반을 판매했으며 1999년 기네스북은 영국에서 음악 역사상 가장 성공한 듀오로 기록하고 있다. 브릿 어워드에서 세 차례,  그래미 어워드에서 여섯 차례 수상했으며 1984년부터 영국에서 42개 톱 30 싱글을 기록하고 있으며 그 중 22개는 톱 10 차트에 올랐고 1위를 한 곡들로는 <West End Girls> (미국 빌보드 핫100에서도 1위), <It's a Sin>, 신스팝 버전의 <Always on My Mind>, <Heart> 네 곡이 있다. 그 외의 히트곡으로는 리메이크 곡인 <Go West>와 <Opportunities (Let's Make Lots of Money)>, 그리고 더스티 스프링필드와 듀엣으로 부른 <What Have I Done to Deserve This?"> 등이 있다. 1980년대에 미국에서도 다섯 개의 톱10 싱글을 달성하며 2차 영국침공의 물결에 합류했었다.
2009년 런던에서 열린 브릿 어워드에서 펫 숍 보이스는 특별 음악공로상을 받았고 2016년 빌보드 매거진은 이들을 1976년 빌보드 차트가 시작된 이래 40년 동안에 최고의 댄스 듀오/그룹으로 선정하였으며 2017년에는 NME의 갓라이크 지니어스 어워드를 수상했다.

## 멤버
- 크리스 로 - 프로그래머, 키보드
- 닐 테넌트 - 보컬, 키보드

## 음반 목록

### 정규 음반
- Please (1986)
- Actually (1987)
- Introspective (1988)
- Behaviour (1990)
- Very (1993)
- Bilingual (1996)
- Nightlife (1999)
- Release (2002)
- Fundamental (2006)
- Yes (2009)
- Elysium (2012)
- Electric (2013)
- Super (2016)
- Hotspot (2020)
- Nonetheless (2024)

### 리믹스 앨범
- Disco (1986)
- Disco 2 (1994)
- Disco 3 (2003)
- Disco 4 (2007)

## 그 외
- 데뷔앨범 "Please"는 "West End Girls", "Opportunities", "Suburbia", "Violence" 등 4곡이 금지곡으로 묶였다. 그 때문에 한국에서는 상기 4곡이 제외된 채 뒤늦게 발매됐다.
- 1990년대 이후 발매되는 앨범에는 초도한정(초회한정)으로 리믹스 시디가 추가되는 경우가 있으나, 한국 발매시에는 전부 추가되지 않았다. (PopArt 등)
- 일본 발매반에만 리믹스 등이 1~2곡 추가되는 경우가 있다.
- 2010년 7월 31일 지산 밸리 록 페스티벌에 헤드라이너로 참가해 국내 첫 내한공연을 가졌다.
- 2013년 7월 데뷔 때부터 계속 음반을 내놓았던 팔로폰 레코드를 떠나 코발트 레이블 서비스에서 통산 12번째 음반 Electric을 내놓았다.
- 2013년 8월 14일 Super Sonic 2013에도 참가해 두 번째 내한공연을 가졌다.
- 1990년대 중반 당시 KBS 2TV의 《슈퍼선데이》의 오프닝 곡을 해당 음악 그룹이 가지고 있는 노래인 Go West가 삽입된 적이 있었다.